# Bronche

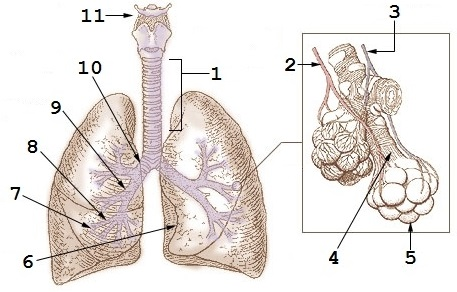
Poumons humains :

On appelle bronche un conduit qui apporte l'air riche en dioxygène depuis l'extérieur du corps dans les poumons. Cet organe est typique des vertébrés. Chez les mammifères, il y a deux ou trois bronches souches qui partent de la base de la trachée (au niveau de la carène trachéale, dans le médiastin), chacune d'entre elles plongeant dans le poumon droit ou gauche. Elles se prolongent dans les poumons par de nombreuses ramifications appelées bronches primaires (souches), secondaires (lobaires) et tertiaires (segmentaires), suivies par les bronchioles après un certain nombre de divisions.

## Différences entre espèces
Les Cetartiodactyla possèdent trois bronches, les primates deux.

## Anatomie
La ramification des principales bronches dans chacun des deux poumons correspond à la division de ceux-ci en lobes et en segments. Typiquement on a donc le schéma suivant : bronche principale → bronche lobaire → bronche segmentaire. Il en va ainsi des divisions de la bronche souche droite :
- bronche lobaire supérieure :
  1. Bronche segmentaire supérieure,
  2. Bronche segmentaire antérieure,
  3. Bronche segmentaire postérieure ;
- bronche lobaire moyenne :
  1. Bronche segmentaire latérale,
  2. Bronche segmentaire médiale ;
- bronche lobaire inférieure :
  1. Bronche segmentaire apicale,
  2. Bronche segmentaire paracardiaque (ou médio-basale),
  3. Bronche segmentaire ventro-basale,
  4. Bronche segmentaire dorso-basale,
  5. Bronche segmentaire latéro-basale.

En ce qui concerne la bronche principale gauche, elle ne se divise qu'en deux bronches lobaires, étant donné que le poumon gauche ne possède que deux lobes, supérieur et postérieur (bien que la bronche lobaire supérieure se divise en deux branches avant de donner naissance aux bronches segmentaires). Les bronches segmentaires sont à peu près les mêmes qu'à droite ; il y en a cependant deux de moins. Voici les divisions de la bronche principale gauche :
- bronche lobaire supérieure (correspond aux bronches lobaires supérieure et moyenne du poumon droit) :
  - bronche culminale :

  1. Bronche segmentaire supéropostérieure (correspond aux bronches segmentaires supérieure et postérieure du poumon droit),
  2. Bronche segmentaire antérieure ;

  - bronche lingulaire :

  1. Bronche segmentaire latérale,
  2. Bronche segmentaire médiale ;
- bronche lobaire inférieure :
  1. Bronche segmentaire apicale,
  2. Bronche segmentaire paracardiaque,
  3. Bronche segmentaire latéro-basale,
  4. Bronche segmentaire ventro-basale,
  5. Bronche segmentaire dorso-basale.

## Histologie
Les bronches sont constituées d'une muqueuse et d'une sous muqueuse. La muqueuse est constituée d'un épithélium respiratoire et d'un chorion de soutien. Dans le chorion, on trouve des cellules immunitaires rassemblées en nodules lymphoïdes, ce sont les BALT (Bronchus associated Lymphoid Tissue).

## Pathologies
On peut retrouver plusieurs pathologies affectant les bronches:
- Bronchite chronique
- Broncho-pneumopathie chronique obstructive
- Asthme : hyperréactivité des bronches avec une composante inflammatoire, souvent en réponse à des allergènes.
- Hyperréactivité des bronches
- Cancer bronchique